# Ondrej Pončák
Ondrej Pončák (27. listopadu 1940 – 1. dubna 2016) byl slovenský fotbalový útočník a obránce.

## Hráčská kariéra
V československé lize hrál za Slovan ÚNV Bratislava (11.06.1961) a Lokomotívu VSŽ Košice (09.09.1965–12.09.1965) a vstřelil 1 prvoligovou branku (09.09.1965).

### Prvoligová bilance
| Ročník             | Zápasy | Góly | Minuty | Klub                  |
| ------------------ | ------ | ---- | ------ | --------------------- |
| I. liga 1960/61    | 1      | 0    | 2      | Slovan ÚNV Bratislava |
| I. liga 1965/66    | 2      | 1    | 180    | Lokomotíva VSŽ Košice |
| CELKEM I. ČS. LIGA | 3      | 1    | 182    |                       |